# アリス・スタークウェザー
アリス・ジェネッティ・スタークウェザー（Alice Jennette Starkweather、1849年8月3日 - 1921年）はアメリカン・ボードから派遣され日本で活動した宣教師。新島八重と共に女子塾（現・同志社女子大学）の創立に関わった。
1848年、コネティカット州ハートフォードに生まれる。1866年にハートフォード女子セミナリーを卒業した。アメリカンボードの宣教師J・D・デイヴィスの要請で、1876年（明治9年）に来日する、京都御苑内の旧柳原邸のデイヴィス宅に住む。
1876年の女子塾（翌年同志社分校女紅場を経て同志社女学校となる）の創立時から、教師として英学、万国史、地誌などを教えた。同僚に新島八重らがいる。
1883年5月、D・W・ラーネッド宣教師から妻の病気のための帰国の同行を依頼されて、アメリカに帰国する。1885年、宣教師を解任される。その後、コロラド州デンバーに住んだ。
1921年アメリカのサンディエゴで死去。

## 登場作品
- 八重の桜 - 2013年、NHK大河ドラマ、演：アナンダ・ジェイコブス